# 民族舞蹈

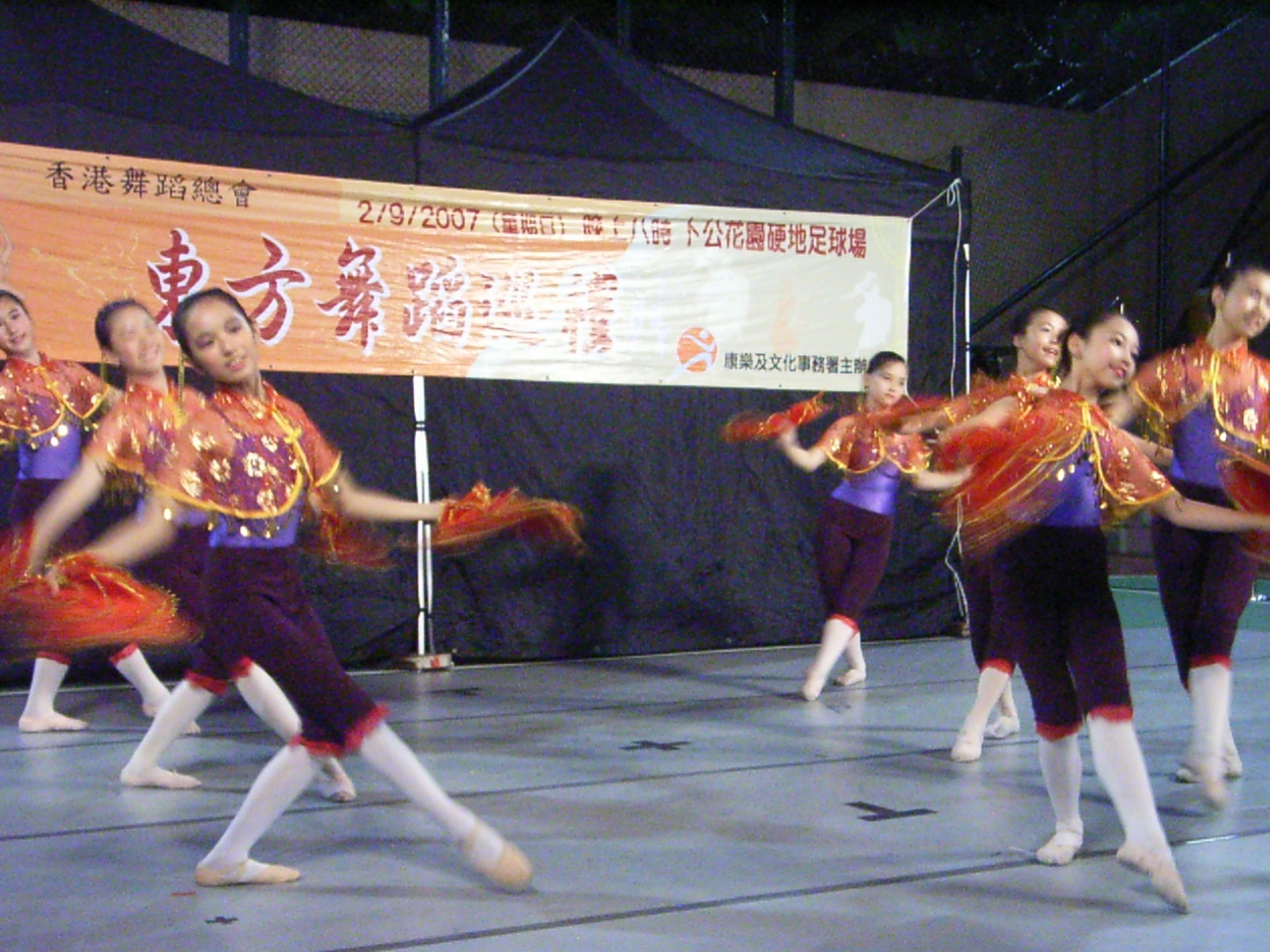
中式的民族舞蹈

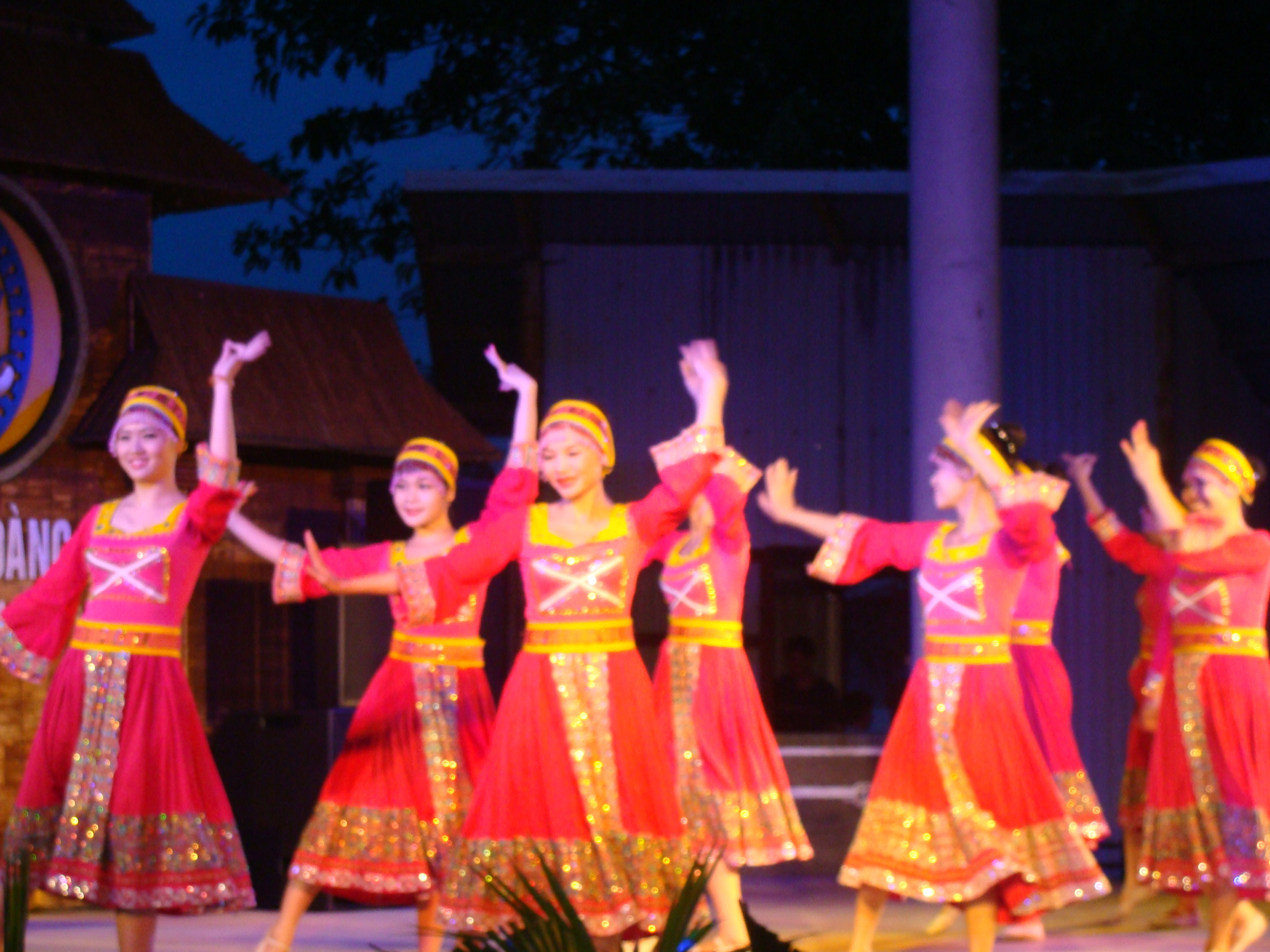
越南的民族舞蹈

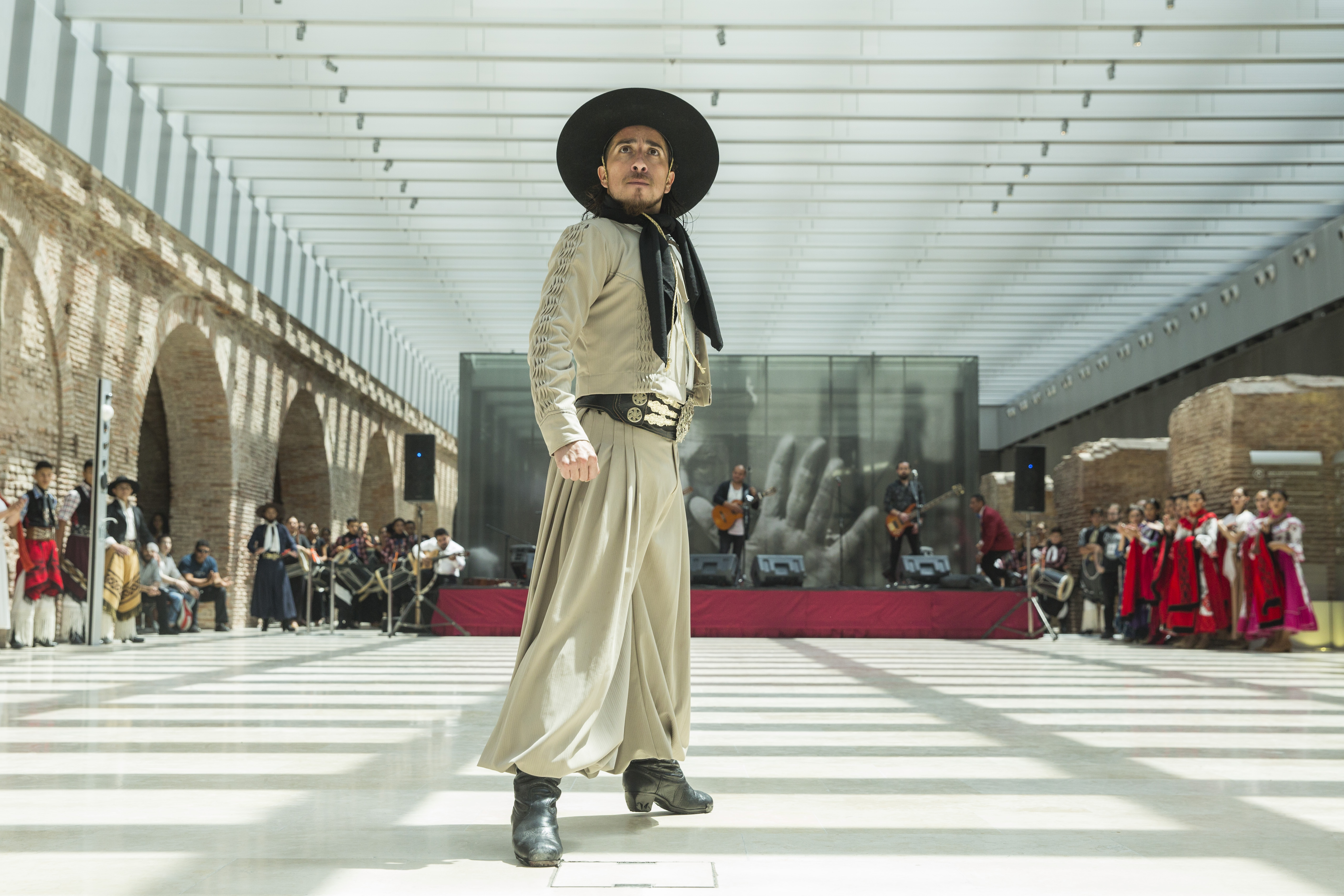
马拉博，阿根廷民间舞

民族舞蹈，是一种起源于人民生活中的肢體动作语言，又稱身體語言，以日常活动抽象化为表现形式。亦可稱為土风舞、民俗舞蹈。不同於著重表演的芭蕾舞或是制式化的運動舞蹈，土風舞源自於各國、各地不同環境、種族及風俗，與各國的特色音樂服裝也有相互的搭配，表現形式十分多元。
土風舞，是從英文「folk dance」翻譯而來，它是代表一國的文化、風情、生活習慣、地理氣候以及歷史背景，因此各國有各國的不同的味道，在各國中不同地區也會因為上述的因素而有區別；每個國家都有自己的folk dance，但由於上述說的文化背景的不同，因此他有熱情奔放如美國墨西哥的傳統舞蹈是較激情的，也有一些溫和緩慢如一些歐洲宮廷之舞，這邊簡單列一些土風舞的舞碼如：田納西華士、美國混合舞、德州黃玫瑰、瑞士交換舞、葛萊德宮廷舞等等，都是具有各自特色與風味的土風舞。
傳統土風舞通常稱為傳統舞，源自於各地的節慶或是祭典儀式需要所產生的，如印度或馬來西亞的祈雨舞；或是與生活作息有關的如夏威夷的捕魚舞，以色列的水舞；也有為了驅邪(驅蟲)的義大利鈴鼓舞等等。
現代土風舞仍然保有各國音樂特色以及步伐技巧，如東歐舞蹈的擊鞋，中國舞的身韻或功夫拳術，西班牙的塞維亞舞，並逐漸加上編舞家的創思。近來的土風舞愛好者亦多方採入不同的舞蹈如探戈、 華爾滋、現代舞、爵士、流行舞（歐美的Macarena dance，日本的Para Para），使得土風舞的定義較以往模糊。但基本上土風舞屬於一種全民舞蹈，隨著時代變遷，所產生的舞蹈內容也不斷改變，廣泛的說，由一群人所共同展現的肢體舞蹈可以稱之為土風舞。